# Isola del Giglio
Isola del Giglio è un comune italiano sparso di 1 266 abitanti della provincia di Grosseto in Toscana.
La sede comunale è Giglio Castello e comprende anche l'isola di Giannutri, situata alcuni chilometri a sudest. Il comune prende il nome dall'omonima isola dell'arcipelago toscano.

## Geografia fisica

### Territorio

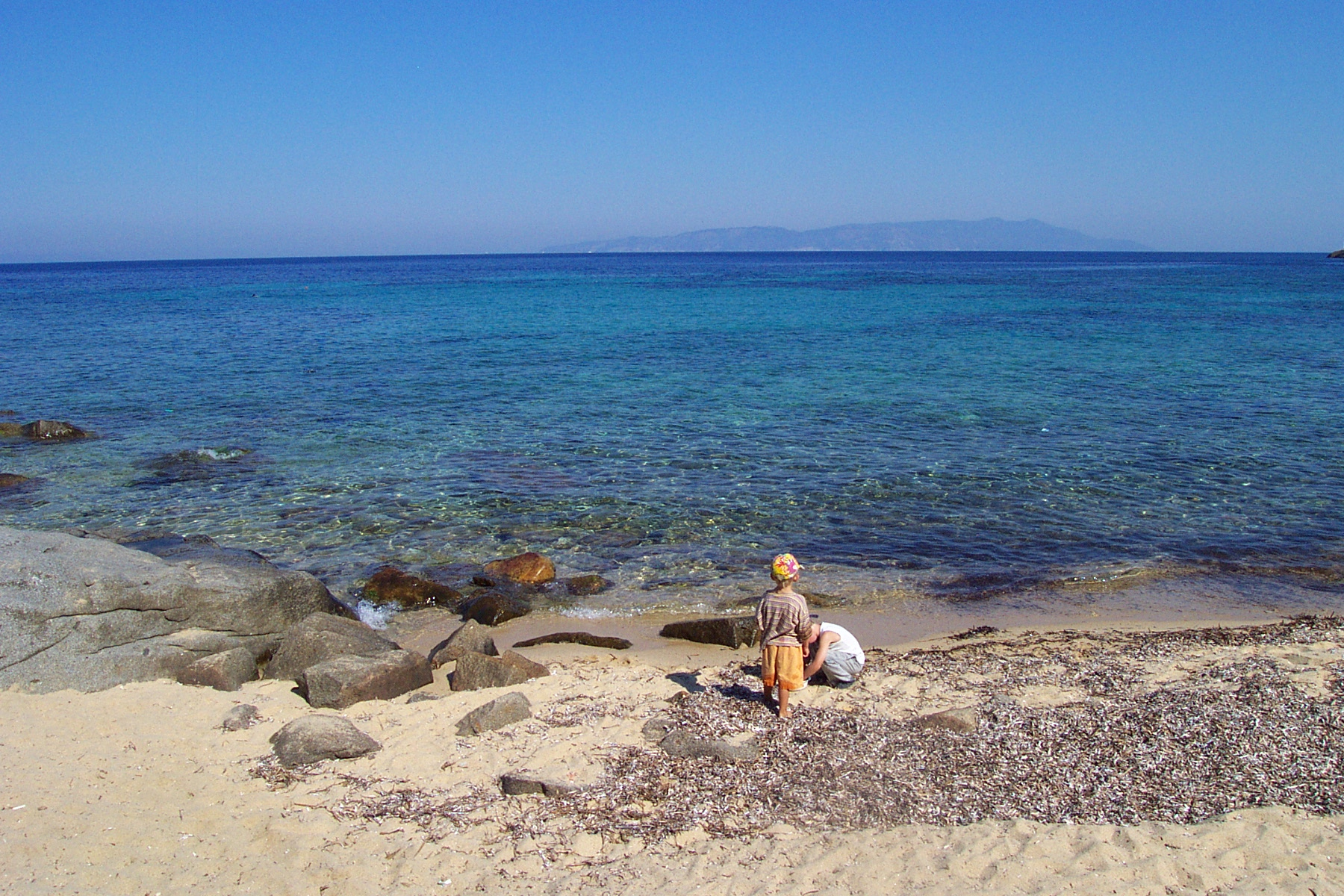
La spiaggia dell'Arenella con sullo sfondo il Monte Argentario

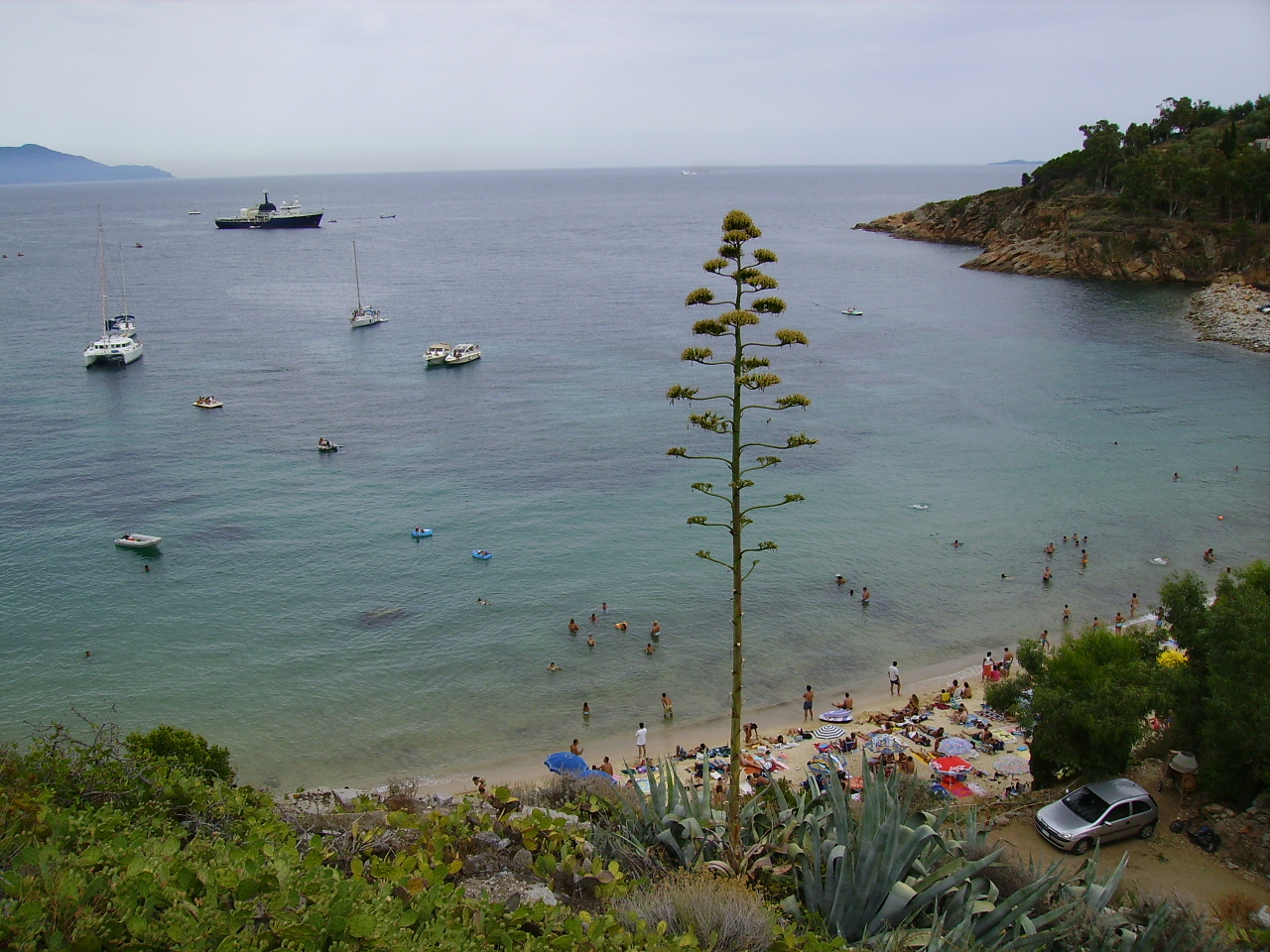
La spiaggia delle Cannelle

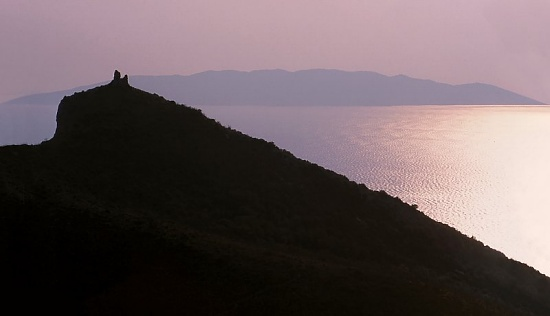
Vista del Giglio dall'Argentario

Il territorio comunale, che interessa l'isola del Giglio propriamente detta (la quale ha una superficie di 21,2 km²), è classificabile come prettamente collinare o, nelle accezioni più ampie, come bassa montagna. La cima più alta, il Poggio della Pagana, raggiunge i 496 m s.l.m. nella parte interna centrale dell'isola. La composizione geologica è prevalentemente granodioritica. Il perimetro costiero è di 27 km ed è in larga parte roccioso, tranne che in alcuni punti, dove si aprono la spiaggia del Campese e altre spiagge minori situate sul versante orientale dell'isola (Arenella, Cannelle e Caldane). 
- Classificazione sismica: zona 4 (sismicità molto bassa), Ordinanza PCM 3274 del 20 marzo 2003.

#### Flora
Come in quasi tutte le isole dell'Arcipelago toscano, la vegetazione dell'Isola del Giglio era costituita anticamente da leccete, che ricoprivano quasi tutta l'isola. Fin dall'antichità, lo sviluppo dell'agricoltura, l'allevamento e gli incendi hanno alterato l'ambiente naturale e provocato la scomparsa di gran parte di questa vegetazione che oggi, con il passaggio da un'economia agricola al turismo, si sta lentamente ricostituendo. L'antica vegetazione che dominava l'isola, caratterizzata da macchia mediterranea di lecci e sughere con erica e corbezzolo, caprifoglio (Lonicera implexa), strappabrache (Smilax aspera), robbia (Rubia peregrina) ciclamini (Cyclamen repandum e Cyclamen hederifolium), si trova ancora sul Promontorio del Franco lungo la costa occidentale a sud di Giglio Campese, oltre che sul versante est di Poggio del Castello e nella Vallata del Molino. Negli anni cinquanta le pendici del Poggio della Pagana sono state rimboschite con pini domestici e marittimi.
Fino a pochi decenni fa su quasi l'intera superficie dell'isola erano stati ricavati terrazzamenti con muri a secco di granito (detti greppe), alcuni dei quali sono ancora coltivati a vigneto per produrre il vino gigliese, che rientra nella medesima denominazione di origine controllata e nel relativo disciplinare di produzione dell'Ansonica Costa dell'Argentario. La maggior parte dei terrazzamenti è stata tuttavia abbandonata e viene lentamente colonizzata da una bassa gariga a elicriso e successivamente di cisto.

#### Fauna
La fauna terrestre dell'isola non presenta grande varietà, limitandosi al coniglio selvatico, alla crocidura minore, al topo selvatico e al muflone, importato nel 1955 per salvarlo dall'estinzione. Nel 2021, scongiurato il rischio di estinzione, si è pensato di eradicarlo in quanto specie non autoctona.
Sono invece ben rappresentate le specie di pipistrelli (il molosso di Cestoni, il miniottero di Schreiber, il pipistrello nano, il pipistrello albolimbato, la nottola, il pipistrello di Savi, il serotino comune, l'orecchione bruno e l'orecchione grigio).
Tra le specie di uccelli nidificanti e svernanti sono da segnalare: il marangone dal ciuffo, l'albanella reale, la poiana, il gheppio, il falco pellegrino, il gabbiano corso, il gabbiano reale, il beccapesci, il piccione selvatico, la tortora, il barbagianni, l'assiolo, la civetta, il succiacapre, il rondone pallido, la passera scopaiola, il sordone, il codirosso spazzacamino, il passero solitario, la monachella, la magnanina, il corvo imperiale e lo zigolo nero.
La fauna ittica è quella tipica del Tirreno, con ancora una popolazione ben conservata di Pinna nobilis (bivalve noto localmente come nacchera), qualche cernia, dentici, saraghi, ricciole e numerosi e multicolori Labridi.

#### Endemismi
- Gagea granatellii var. obtusifolia

### Clima
L'Isola del Giglio è caratterizzata dal tipico clima mediterraneo, con una lunga stagione estiva moderatamente calda ma molto siccitosa, e da una breve stagione invernale caratterizzata da clima più umido e con alcune precipitazioni. Dal punto di vista termometrico, sono molto rari gli eccessi, sia nelle massime estive sia nelle minime invernali, grazie all'azione mitigante del mare. Tuttavia, nelle aree collinari dell'entroterra insulare, l'altitudine può localmente attenuare anche sensibilmente alcune caratteristiche del clima mediterraneo.
I 2084 gradi giorno registrati a oltre 400 metri s.l.m. nella frazione di Giglio Castello, ubicata su un poggio nella parte più interna dell'isola, includerebbero l'intero territorio comunale in zona D, fascia climatica che accomuna gran parte dei comuni di aree pre-appenniniche continentali, che però sono caratterizzati da inverni estremamente più rigidi rispetto a quelli gigliesi.
In base ai dati medi disponibili per il trentennio 1951-1980 per l'unica stazione meteorologica situata sull'isola e di seguito riportati nella tabella, la temperatura media annua si aggira sui 15,1 °C ai 160 m s.l.m. del promontorio di Giglio Franco sulla costa occidentale, mentre le precipitazioni medie annue sono molto contenute, facendo segnare nella medesima località appena 402 mm.
| Località      | altitudine (m s.l.m.) | temperatura media annua | precipitazioni medie annue | media di riferimento |
| ------------- | --------------------- | ----------------------- | -------------------------- | -------------------- |
| Giglio-Franco | 160                   | 15,1 °C                 | 402 mm                     | 1951-1980            |

- Classificazione climatica: zona D, 2084 GG
- Diffusività atmosferica: alta, Ibimet CNR 2002

### Insenature
Cala degli Alberi, Cala dell'Allume, Cala Calbugina (corruzione toponomastica di Cala Elbigina, documentata dal XVII secolo e derivante dallo scontro tra elbani e gigliesi per accaparrarsi le reliquie di San Mamiliano), Cala delle Caldane, Cala delle Cannelle, Cala del Corvo, Cala Cupa, Cala dei Giudicelli, Cala del Lazzaretto, Cala di Pietrabona, Cala Saracinesca, Cala dello Schizzatoio, Cala degli Sparvieri, Cala Tamburata, Caletta, Fonte del Prete.

### Promontori
Punta dell'Arenella, Punta della Calbugina, Punta della Campana, Punta del Capel Rosso, Punta di Capo Marino, Punta di Castellare, Punta Corbaia, Punta delle Cote, Punta del Faraglione, Punta del Fenaio, Punta Gabbianara, Punta del Gesso, Punta del Lazzaretto, Punta di Mezzo Franco, Punta del Morto, Punta della Penna, Punta Pietralta, Punta di Radice, Punta della Rota, Punta dei Sabbielli, Punta delle Secche, Punta del Serrone, Punta della Smeralda, Punta Torricella, Puntale dei Greci.

### Rilievi
Poggio della Chiusa, Poggio Falcone, Poggio Giannello, Poggio della Pagana (punto più alto dell'isola), Poggio del Sasso Ritto, Poggio delle Serre, Poggio del Serrone, Poggio Terneti, Poggio Zuffolone, I Castellucci.

### Isolotti
Le Scole, Isola della Cappa, Scoglio del Corvo, Faraglione, Secca di Mezzo Franco.

## Origini del nome
L'isola deve il suo nome, sin dall'Antichità classica, alla presenza di capre (àeghes in greco): Aegylion (in greco Αιγύλιον?) con la successiva trasformazione latina Igilium che nel Medioevo diventò Gilio.

## Storia
L'isola fu abitata fin dall'Età del ferro. Più tardi fu probabilmente una base militare etrusca ed anche sotto la dominazione romana fu una base di una discreta importanza nel Mar Tirreno. L'isola è citata da Giulio Cesare nel De bello civili e dal poeta Claudio Rutilio Namaziano.
A margine dell'abitato di Giglio Porto, leggermente al di sotto del livello del mare, si trovano i resti della villa romana dei Domizi Enobarbi: si tratta di una vasta area che comprende una vasca a mare usata per la piscicultura, delle mura perimetrali e dei criptoportici, resti di opus sectile, mosaici, affreschi, una terrazza stellata di pertinenza, strutture lungo mare con serie di arcate e una lunga terrazza pensile; l'intera area è denominata I Castellari. Nel Medioevo l'isola passò sotto il dominio della famiglia Aldobrandeschi e successivamente al comune di Perugia.
Nel 1241 al largo dell'isola la flotta pisana sconfisse quella genovese. Il Giglio entrò nei domini di Pisa dal 1264 al 1406, poi fu feudo della famiglia Orsini fino al 1460, quando entrò a far parte dei domini della famiglia senese dei Piccolomini e dunque sotto il controllo della Repubblica di Siena. Al termine della Guerra di Siena nel 1559 finì, come tutto lo Stato di Siena, in mano a Cosimo de' Medici duca di Firenze che costituì il Granducato di Toscana, unendo appunto il territorio sotto Siena a quello sotto Firenze. 
Nel 1544 il pirata turco Khayr al-Din Barbarossa saccheggiò l'isola, uccise chiunque si opponeva e deportò come schiavi più di settecento abitanti gigliesi. In seguito, il governo mediceo ripopolò l'isola con persone provenienti dalle terre senesi. Le incursioni turche continuarono fino al 1799.

### Naufragio della motonaveMaria Stella
Il 15 giugno del 1947 la motonave Maria Stella, carica di botti di vino e tonnina salata, era partita da Trapani, per completare il carico aveva fatto scalo a Marsala, ed era diretta a Genova, alle ore 00:19 saltò in aria per aver urtato una mina vagante della seconda guerra mondiale al largo dell'Isola del Giglio. Nella sciagura morirono 13 persone.

### Naufragio dellaCosta Concordia

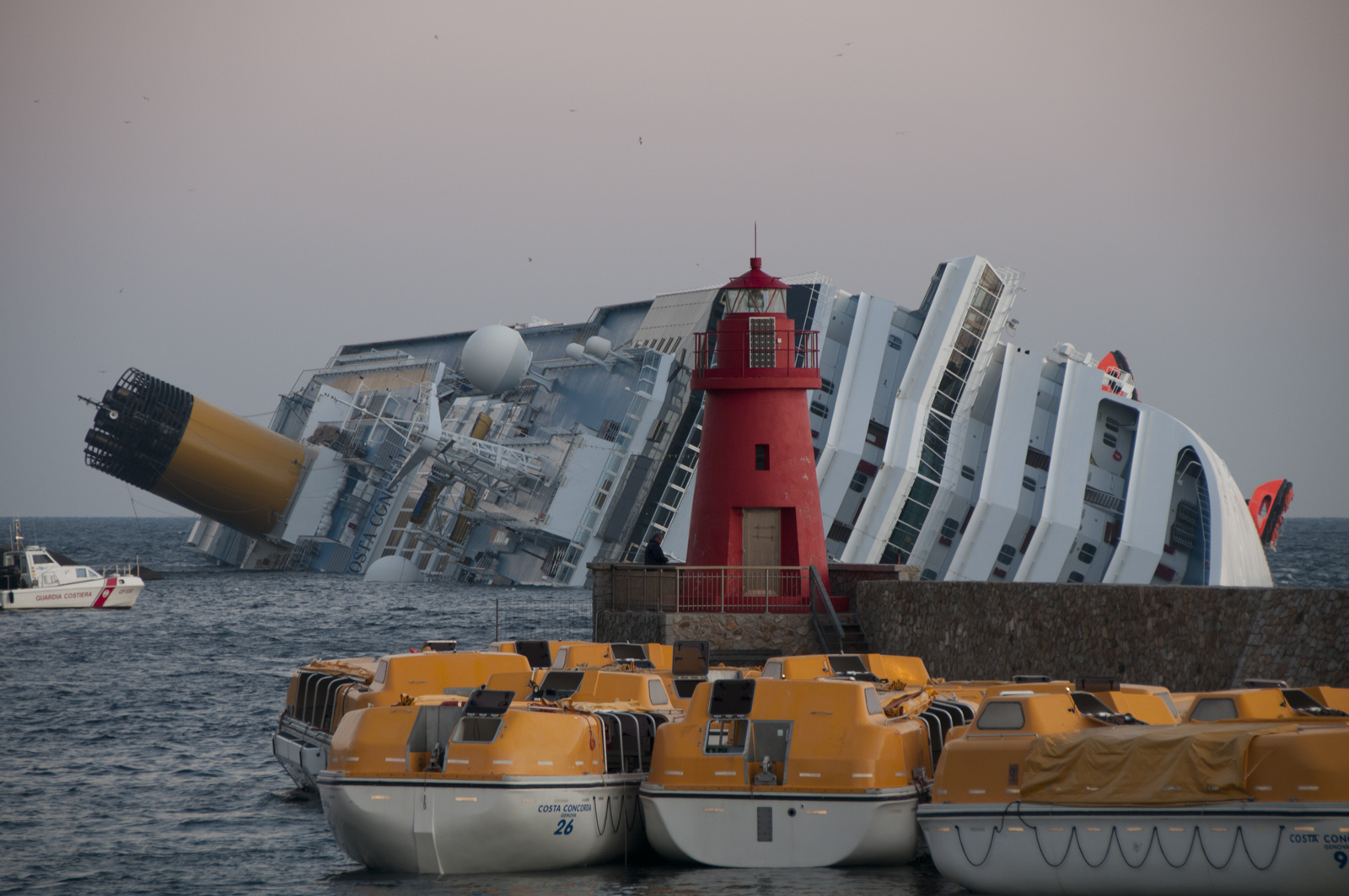
La nave Costa Concordia semi-affondata di fronte a Isola del Giglio

Il comune è stato teatro di uno dei più gravi incidenti marittimi della storia italiana: alle 21:45 del 13 gennaio 2012, la nave da crociera Costa Concordia, della compagnia Costa Crociere (di proprietà del gruppo americano Carnival Corporation), mentre effettuava l'ultima parte di una crociera nel Mar Mediterraneo con scali previsti a Savona, Marsiglia, Barcellona, Palma di Maiorca, Cagliari, Palermo e Civitavecchia sotto la gestione del comandante Francesco Schettino, a causa di un errore durante una manovra di navigazione sottocosta, ebbe una collisione con uno degli scogli delle Scole. L'enorme falla prodotta sulla fiancata di babordo, lunga circa 36 metri, provocò un forte sbandamento e il conseguente arenamento e semi-affondamento della nave sullo scalino roccioso del bassofondale a nord di Giglio Porto. Nell'incidente morirono 32 persone. La mattina seguente la parte dello scoglio delle Scole ancora incastrato nello scafo fu ben visibile. La nave venne poi raddrizzata tra il 16 ed il 17 settembre 2013 e rimase a Isola del Giglio fino al 23 luglio 2014, quando venne trasferita a Genova per la demolizione, diventando l'imbarcazione più grande di sempre a naufragare ed essere recuperata.
A Giglio Porto, sul Molo di Levante (Molo Rosso), è stata posta una targa commemorativo in ricordo delle 32 vittime del naufragio.

### Simboli

Il gonfalone comunale

Il gonfalone è un drappo di azzurro.

## Monumenti e luoghi d'interesse

### Architetture religiose

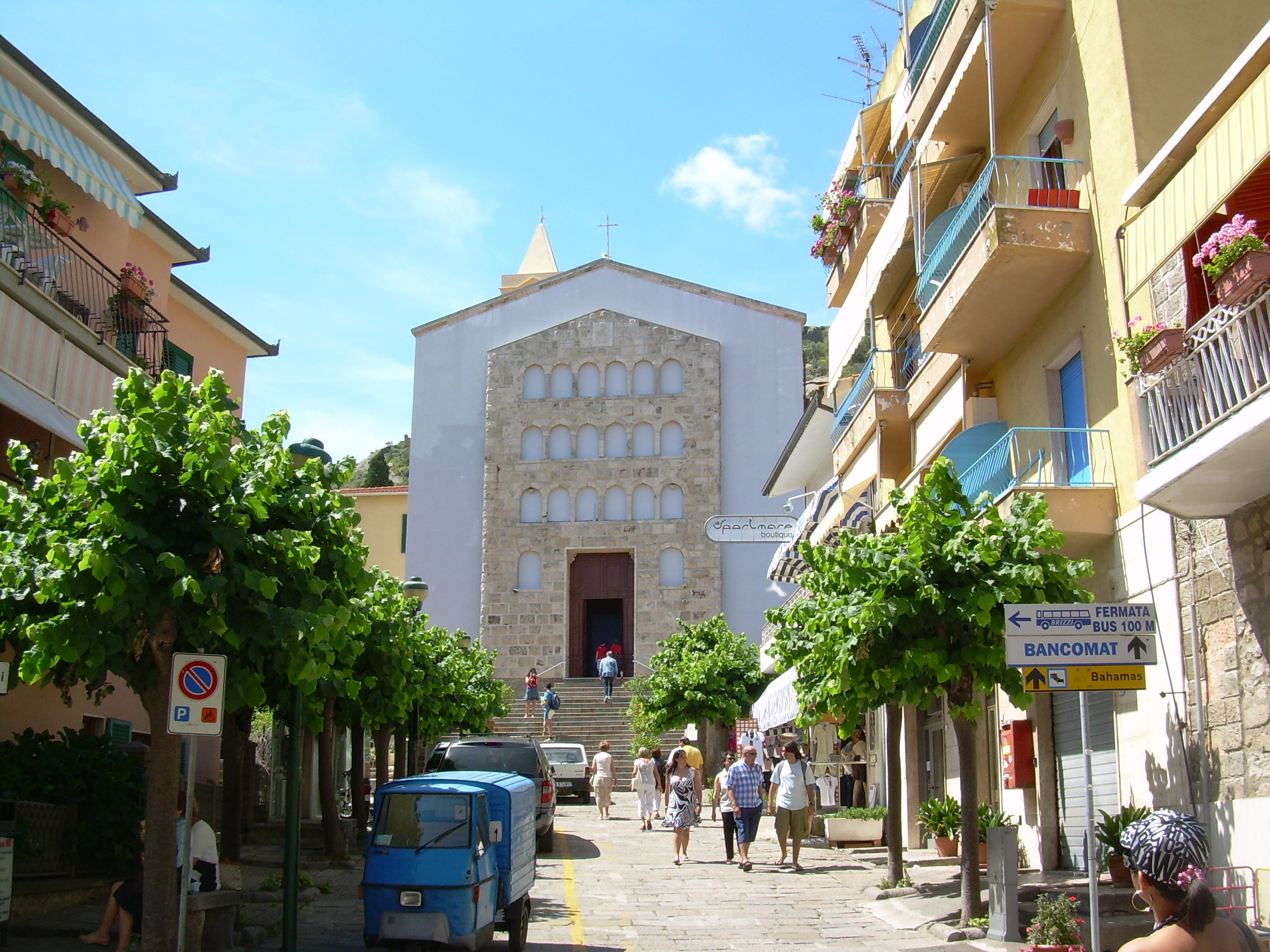
La chiesa dei Santi Lorenzo e Massimiliano di Giglio Porto

- Chiesa dei Santi Lorenzo e Massimiliano, chiesa parrocchiale della frazione di Giglio Porto, benedetta nel 1958 da Paolo Galeazzi.
- Chiesa di San Pietro Apostolo, chiesa parrocchiale di Giglio Castello, attestata fin dal XV secolo, è la più antica dell'isola.
- Chiesa di San Rocco, moderna chiesa della frazione di Giglio Campese. Fa parte della parrocchia di Giglio Castello.

### Architetture militari

#### Strutture difensive fortificate
- Mura di Giglio Castello, di origini medievali, racchiudono interamente il borgo di Giglio Castello situato su uno dei poggi più alti all'interno dell'isola. L'accesso al borgo era possibile attraverso la Porta della Rocca.
- Rocca aldobrandesca, situata a Giglio Castello, fu costruita dai pisani e ulteriormente fortificata dagli Aldobrandeschi. Si trova in posizione dominante lungo le mura perimetrali. Fornisce uns vista su tutto l'arcipelago e sulla costa maremmana, nei giorni limpidi si scorgono nettamente anche l'isola d'Elba e la Corsica.

#### Torri costiere

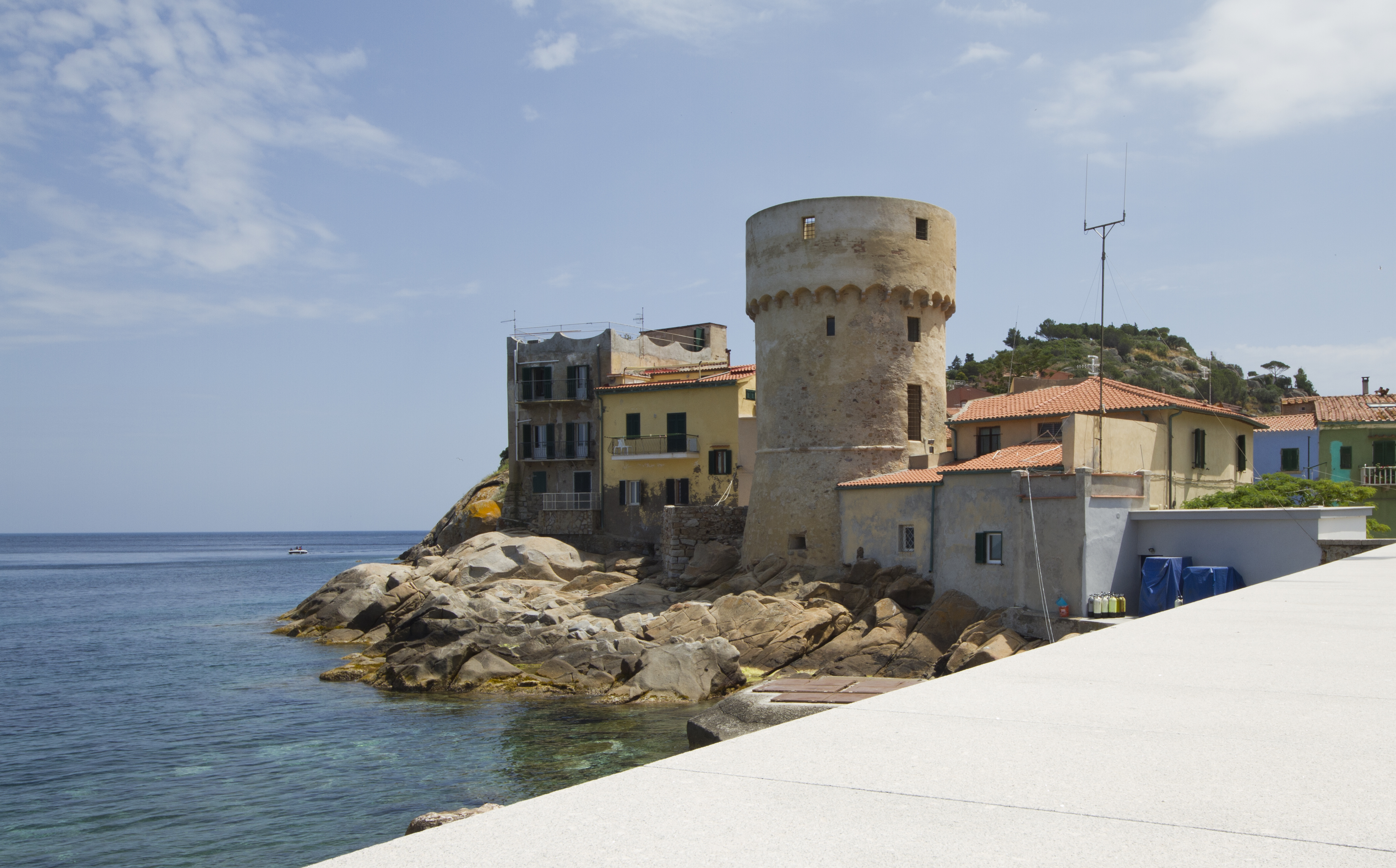
La Torre del Saraceno

- Torre del Saraceno, di origini medievali, si trova all'estremità meridionale della baia di Giglio Porto, nei pressi di rovine di epoca romana.
- Torre del Campese, all'estremità settentrionale della spiaggia di Giglio Campese, fu fatta costruire nella seconda metà del Cinquecento da Cosimo I de' Medici con funzione di difesa antisaracena, oggi restaurata ma adibita a residenza privata.
- Torre del Lazzaretto, situata lungo la costa orientale a nord di Giglio Porto, nacque come torre di avvistamento cinquecentesca per volere di Cosimo I de' Medici e successivamente trasformata in lazzaretto. Attualmente ospita una struttura ricettiva.
- Castellare del Giglio, fortificazione cinquecentesca oramai perduta che si trovava in posizione dominante sull'altura che chiude a sud la baia di Giglio Porto e che sovrasta la Torre del Saraceno.
- Forte della Scoperta, perduta struttura difensiva ottocentesca situata sull'isola di Giannutri.

#### Fari
- Faro delle Vaccarecce
- Faro del Fenaio
- Faro di Capel Rosso

### Siti archeologici
- Rovine romane di Giglio Porto
- Villa romana di Giannutri, sull'isola di Giannutri
- Porto romano di Giannutri, sull'isola di Giannutri
- Chiesa di San Pietro a Giglio Castello, XV secolo
- Chiesa di San Giorgio
- Chiesa dei Santi Lorenzo e Mamiliano a Giglio Porto

### Aree naturali
- Parco nazionale dell'Arcipelago Toscano

## Società

### Evoluzione demografica
Abitanti censiti

### Distribuzione degli abitanti
| Frazioni                    | Abitanti (2011) | Altitudine |
| --------------------------- | --------------- | ---------- |
| Giglio Porto                | 608             | 9          |
| Giglio Castello (capoluogo) | 557             | 405        |
| Giglio Campese              | 187             | 3          |
| Giannutri                   | 27              | 50         |
| Altre località              | 102             | -          |

### Etnie e minoranze straniere
Secondo i dati ISTAT al 31 dicembre 2010 la popolazione straniera residente era di 108 persone. La nazionalità maggiormente rappresentata in base alla percentuale sul totale della popolazione residente era quella rumena con 22 abitanti pari all'1,50% della popolazione.

### Tradizioni e folclore
- A Giglio Porto il 10 agosto festa del patrono San Lorenzo, si svolge il tradizionale Palio Marinaro.[21]
- Il 15 settembre ricorre a Giglio Castello la festa del patrono San Mamiliano, con la tradizionale processione, il Palio degli Asini e la tradizionale quadriglia.[22]

### Qualità della vita
Al Comune sono state attribuite le 5 Vele di Legambiente nella Guida Blu 2020.

## Cultura

### Cinema
Sebbene siano numericamente pochi i film girati, vi sono alcune produzioni in cui l'isola compare sia come luogo prevalente, che identificata come altro luogo d'Italia o del Mondo:
- Piccoli naufraghi (1939)
- La colpa di una madre (1952)
- Farfallon (1974): Giannutri
- Viaggio con Anita (1978)
- Il sommergibile più pazzo del mondo (1982)
- Mak π 100 (1987)
- Un'insolita vendemmia (2013)
- La grande bellezza (2013)

### Cucina
Tra i prodotti tipici, spicca il panficato, un dolce i cui ingredienti principali sono i fichi, noci, marmellata, scorze di arancio e frutta (mela o pera) con una manciata di farina o pane.
All'isola del Giglio viene prodotto il vino Ansonaco. L'Ansonaco viene coltivato nei minuscoli terrazzamenti a picco sul mare dell'isola fin dai tempi antichi. Viene prodotto con un 90% di uva autoctona Ansonica. Mentre la produzione al Giglio un tempo era abbondantissima e esisteva una florida esportazione, con l'arrivo del turismo è stata abbandonata non solo l'agricoltura ma anche la viticoltura. Dopo gli anni 80 in quali solo pochissime persone curavano i loro piccoli vigneti per il proprio fabbisogno si vede ora i frutti del recupero degli antichi vigneti con terrazzamenti più grandi e un ottimo vino locale. Per valorizzare la peculiarità del territorio è stato creato un vino ansonaco da primato chiamato Perseo & Medusa venduto sul mercato mondiale come vino tra i più costosi e ricercati al mondo.

## Geografia antropica

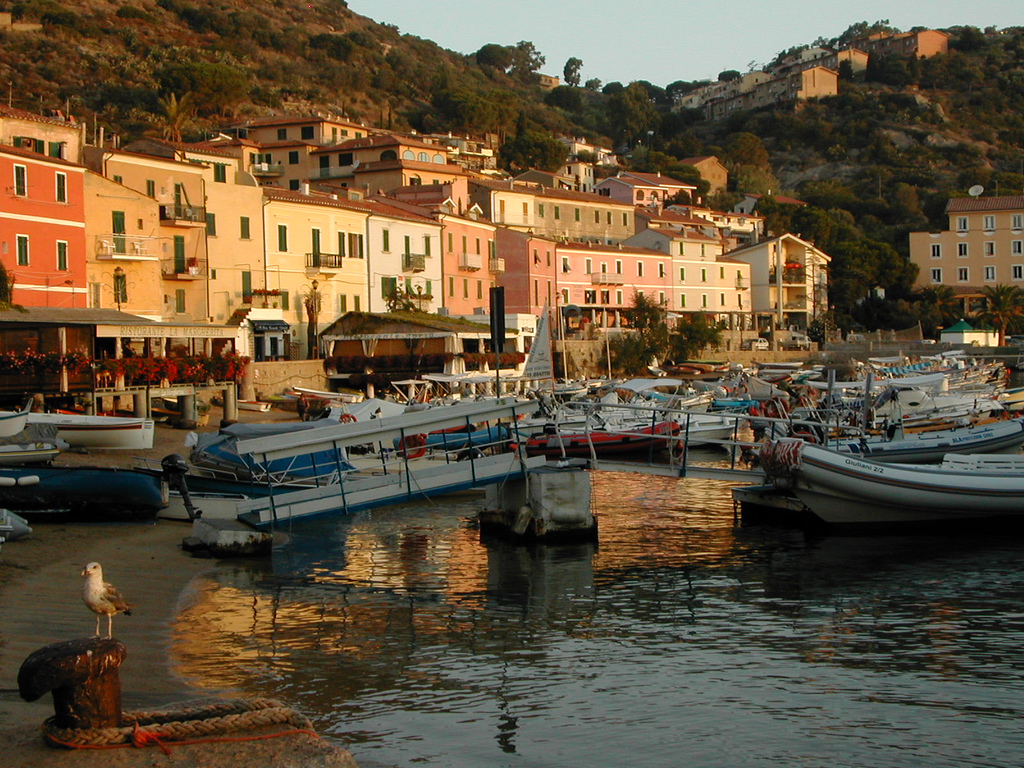
Giglio Porto

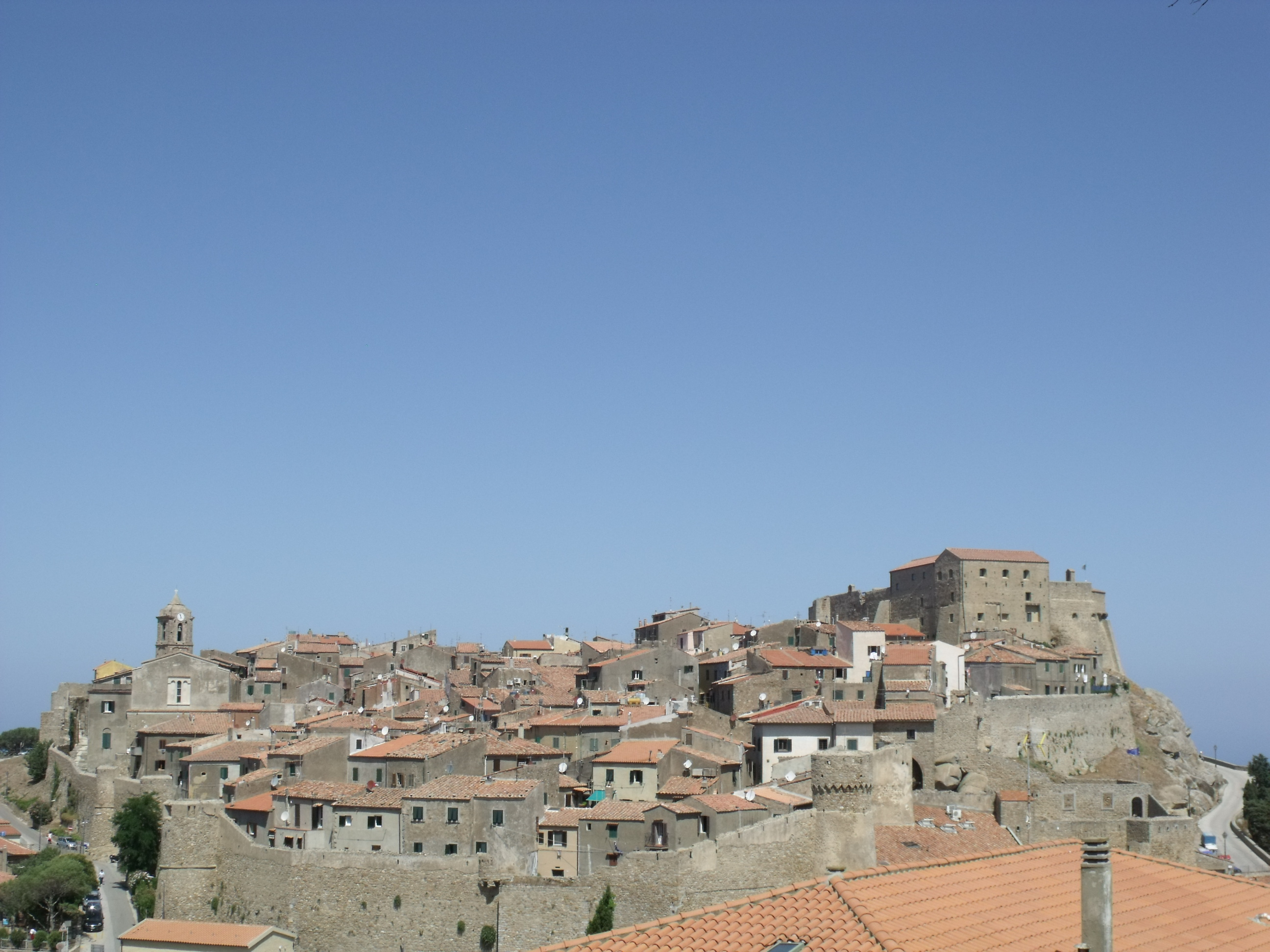
Giglio Castello

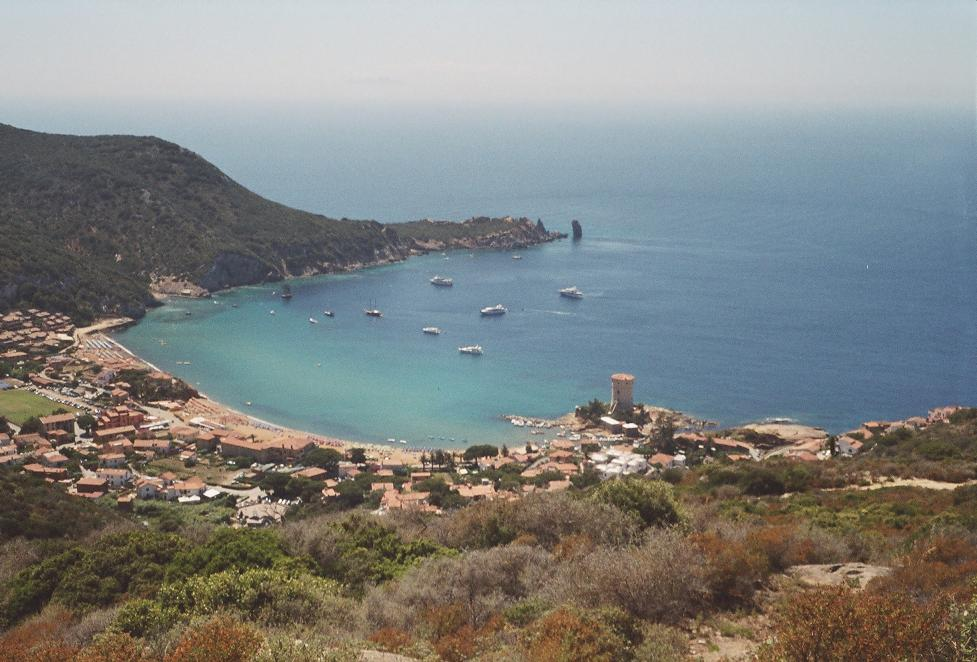
Giglio Campese

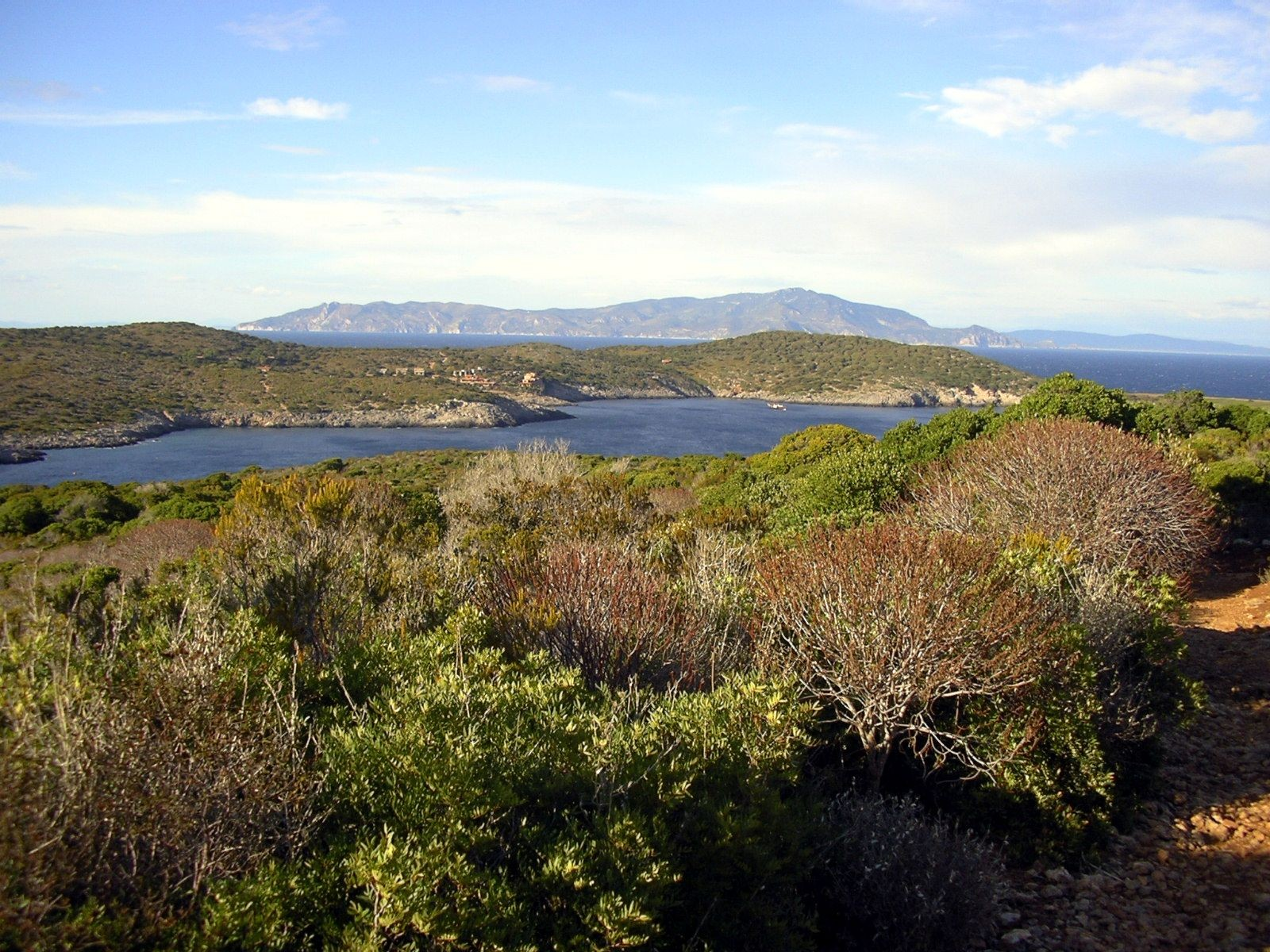
Isola di Giannutri

### Frazioni

#### Giglio Porto
Giglio Porto, unico porto dell'isola, si trova sulla costa orientale dell'Isola del Giglio rivolta alla Toscana.

#### Giglio Castello
Si trova nella parte centrale, più alta ed interna, dell'isola. L'abitato, di origini medievali si caratterizza per l'imponente Rocca aldobrandesca, parte integrante del complesso castellano assieme alle ben conservate mura e ad alcune torri. Vi si trova la sede del comune. Il borgo è inserito nella lista dei borghi più belli d'Italia patrocinata dall'Associazione Nazionale Comuni Italiani.

#### Giglio Campese
Giglio Campese è situato sul versante ovest dell'Isola del Giglio al centro di una baia ove si trova un faraglione (uno scoglio monolitico che emerge per circa 20 metri) e la punta del fenaio (punta nord dell'isola con omonimo faro). I venti che spirano da sud rendono la baia di Campese adatta a surf e vela.
Simbolo del Campese è l'imponente torre medicea che fu costruita nel 1700 per controllare la pesca alla secca. Sovrasta la spiaggia, che è la più grande dell'isola. Lunga e ampia ha una sabbia granulosa di colore rosso scuro e il fondale scende velocemente a 1-1,5 metri di profondità. Sulla destra, antistante la torre, si trova un porticciolo.

#### Isola di Giannutri
Giannutri, pur essendo amministrativamente una frazione del comune di Isola del Giglio, è un'isola dell'Arcipelago toscano, risultando essere di fatto il territorio situato più a sud amministrato dalla regione Toscana: l'estremo lembo meridionale dell'isola, dell'arcipelago e della regione, è infatti la punta di Capel Rosso, sulla quale sorge un faro. L'isola è nota per la presenza della villa romana di Giannutri e per i resti dell'antico porto romano di Giannutri, situati entrambi presso Cala Maestra.

### Altre località del territorio
Tra le altre località minori del territorio comunale le principali sono quelle di Arenella (25 m s.l.m., 9 abitanti) e Villaggio Grotte (175 m s.l.m., 3 abitanti) sull'isola del Giglio, e di Spalmatoio-Ischiaiola (50 m s.l.m., 13 abitanti) sull'isola di Giannutri.

## Economia
A lungo e fino alla metà del XX secolo l'economia dell'isola si basò sull'agricoltura e su una cava di pirite piuttosto importante.
Negli ultimi decenni il turismo è senza dubbio divenuto la principale voce dell'economia dell'isola. La stagione dura dalla fine di aprile all'inizio di ottobre. L'isola si è fregiata per diversi anni delle cinque vele blu di Legambiente.

## Infrastrutture e trasporti

### Porti

#### Porto di Giglio Porto
Si tratta dell'infrastruttura portuale principale dell'isola ed è ubicata nella località di Giglio Porto. Il terminal traghetti, situato nella parte centrale e a sud del porto, garantisce collegamenti con la terraferma mediante traghetti di linea da e per Porto Santo Stefano, e gestiti dalle compagnie di navigazione Maregiglio e Toremar. Nei mesi estivi ed a cadenza di una volta alla settimana viene effettuato il collegamento con l'Isola di Giannutri. In alta stagione, l'accesso all'isola con veicoli è condizionato al pagamento di una piccola quota.
All'interno del porto, a nord ovest e a sud est del terminal traghetti, sono presenti banchine e boe d'ormeggio per usi diportistici privati.

#### Porto Arturo
Risalente ai primi del '900, si tratta di una piccola darsena ricavata con il materiale di risulta della più grande cava di granito presente all'epoca nell'isola. Venne costruita nell'angolo sud-ovest dell'ampia spiaggia delle Cannelle, a formare un rudimentale molo di sassi che serve anche come frangiflutti, e la cui parte interna serviva da banchina per facilitare l'imbarco del materiali lavorati, ed ancora oggi utilizzata per usi diportistici privati come minuscolo porto-rifugio per piccole imbarcazioni.

#### Porticciolo del Campese
Il porticciolo, ideale per piccole imbarcazioni, è situato tra la parte sud dello scoglio della Torre del Campese e l'omonima spiaggia, protetto da un frangiflutti artificiale ed è utilizzato per usi diportistici privati.

### Mobilità urbana
I trasporti urbani dell'isola vengono svolti con autoservizi di linea gestiti da Autolinee Toscane.

## Amministrazione
| Periodo          | Periodo        | Primo cittadino    | Partito                                                       | Carica  | Note   |
| ---------------- | -------------- | ------------------ | ------------------------------------------------------------- | ------- | ------ |
| 5 settembre 1987 | 26 maggio 1990 | Giuseppe Ulivi     | Democrazia Cristiana                                          | Sindaco | [ 32 ] |
| 26 maggio 1990   | 24 aprile 1995 | Armando Schiaffino | Partito Comunista Italiano Partito Democratico della Sinistra | Sindaco | [ 32 ] |
| 24 aprile 1995   | 14 giugno 1999 | Giacomo Landini    | lista civica                                                  | Sindaco | [ 32 ] |
| 14 giugno 1999   | 14 giugno 2004 | Giacomo Landini    | Alleanza Nazionale                                            | Sindaco | [ 32 ] |
| 14 giugno 2004   | 8 giugno 2009  | Attilio Brothel    | lista civica                                                  | Sindaco | [ 32 ] |
| 8 giugno 2009    | 26 maggio 2014 | Sergio Ortelli     | Il Popolo della Libertà                                       | Sindaco | [ 32 ] |
| 26 maggio 2014   | 27 maggio 2019 | Sergio Ortelli     | lista civica: Orgoglio gigliese                               | Sindaco | [ 32 ] |
| 27 maggio 2019   | 8 giugno 2024  | Sergio Ortelli     | lista civica: Sindaco Ortelli                                 | Sindaco | [ 32 ] |
| 9 giugno 2024    | in carica      | Armando Schiaffino | lista civica: Progetto Giglio Contro l'Abbandono              | Sindaco | [ 32 ] |

### Gemellaggi
- San Quirico d'Orcia, dal 2013[33]

## Sport

### Subacquea
L'isola riveste un grande interesse per la pratica della subacquea, ed è ritenuta spesso come una delle più amate dai sub in Italia. È nota per via delle immersioni poco impegnative, ma soprattutto per le gorgonie rosse visibili oltre i 35 metri di profondità, accompagnate da una ricca fauna marina caratterizzata anche da rarità, come le stelle marine della specie Astrospartus mediterraneus, dette stelle gorgone.
Le immersioni più conosciute e frequentate sono:
Cala Cupa, Le Scole, Punta del Fenaio, Punta delle Secche, Punta di Capel Rosso, Scoglio del Corvo, Scoglio della Cappa, Scoglio di Pietrabona.

### Arrampicata
L'isola offre moltissime possibilità per praticare bouldering. L'area nella quale sono sparsi numerosissimi blocchi di granito che non è stata del tutto esplorata e al momento offre due grandi zone poste sulla collina che porta al faro: si accede da una piccola strada asfaltata da una curva a gomito prima di Giglio Castello che conduce verso Punta del Fenajo.
La roccia è un granito a grana medio/grossa con sfumature dal rosso al grigio, ovunque in ottimo stato.